# Faker
Lee Sang-hyeok (koreanska: 이상혁), (alias Faker), född 7 maj 1996 i Seoul, Sydkorea, är en sydkoreansk professionell League of Legends-spelare. Han var tidigare känd som "GoJeonPa" (koreanska: 고전파) på den koreanska servern och plockades upp av SK Telecom år 2013 och spelar för närvarande som "mid laner" för SK Telecom T1, som tävlar i League of Legends Champions Korea. Han anses vara en av de bästa League of Legends-spelarna genom tiderna. Han är den enda spelaren i världen, att ha vunnit League of Legends World Championship fem gånger, år 2013, 2015, 2016, 2023 och 2024.